# 新人コミックオーディション
新人コミックオーディションは、『ビッグコミックスペリオール』で行われていた漫画新人賞である。

## 概要
読み切り・短編作品のみを募集する一般的な新人漫画賞とは異なり、連載を想定した漫画作品の第1話を募集することが可能である。
第1期の選考審査員は乃木坂太郎。

## 賞金
大賞 150万円
連載作家賞 50万円
優秀賞 25万円
奨励賞 10万円

## 受賞者

### 1期生[2]
- 大賞 - やまむらたけひろ「Muchin」
- 乃木坂太郎賞 - 相田ちとせ「蝶の解放」

### 2期生[3]
- 大賞 - 太田真里子「いつでも、君といる時は」
- 太田垣康男 - からすじろう「こどもども」
- 優秀賞 - 三浦喬平「追奏」
- 奨励賞 - 中田和良「ツイスト」
- 奨励賞 - 櫻井土手子「はじまりは映画館から」「映画館の女神さま」

### 3期生[4]
- 石川優吾賞 - 柏木大樹「幽霊ごっこ」
- 優秀賞 - ジャン・ヒュン「サラン（愛）」
- 奨励賞 - みなみやま「リアるるる」
- 奨励賞 - 白木八之助「さいごの魔法使い」
- 奨励賞 - 加来幸平「眠っていた気持ち」

### 4期生[5]
- 大賞 - クロキケイコ「がなる愛が鳴る」
- 鈴木マサカズ賞 - えばらしょう「就職するんか！？農NO！」
- 優秀賞 - 大類浩平「ポルノをかく」
- 優秀賞 - 下乃一倖「CORDE」
- 奨励賞 - 森井じい子「うしとぼけ」
- 奨励賞 - カメガイモトコ「焦燥という名の森」

### 5期生[6]
- 乃木坂太郎賞 - 阿南コウキ「バッティングガール」
- 優秀賞 - 古屋俊花「漁火灯せ」
- 優秀賞 - くれよんカンパニー「さきにいきる」
- 奨励賞 - はいぱぁワラビ「やれたかも委員会」
- 敢闘賞 - 大竹直「そしてふたたびまちがえる」

### 6期生[7]
- 大賞 - 平稔「ハルマゲドン」
- 森高夕次賞 - 岩崎真「すぐに、アナタが、死んでしまう。」
- 優秀賞 - クボ98「〇〇な彼女」
- 奨励賞 - 佐藤ダイン「ヤクザが歩けば鈴が鳴る」
- 奨励賞 - 田無薫「君の声が僕の音楽」

### 7期生[8]
- うめ賞 - 竹富がじゅたろう「スムレラ」
- 優秀賞 - 風柳めろう「オボンデイズ」
- 優秀賞 - 佐川ヨウジ「透明人間」
- 奨励賞 - 宇弓徳人「SAKIMORIダイアリー」
- 奨励賞 - 石塚大介「憧れの田中先輩」

### 8期生[9]
- 大賞 - 岩澤イトミ「声と恋の話」
- 太田垣康男賞 - 三郎「スモーカーズ」
- 優秀賞 - 太田つむる「ざわざわ」
- 奨励賞 - オカノシ・ユウジ「アホフェスタ」
- 敢闘賞 - ヤマト「よく話し合ってください」
- 敢闘賞 - よもや鳩子「大政村」
- 敢闘賞 - 今橋元「遺体」

### 9期生[10]
- 高橋ツトム賞 - 田中畳「電気をつけて」
- 優秀賞 - 石原テルフミ「クビトレ」
- 優秀賞 - ワタヌキヒロヤ「おもいでのタンゴ」
- 奨励賞 - 小林はる「警視庁動機課」
- 奨励賞 - 藍木しの「明日の家族」
- 奨励賞 - ねこねこむ「ポッチ」
- 奨励賞 - 藤田ueo「壺買いません？」
- 敢闘賞 - 西下大「あしたのお祭り」

### 10期生[11]
- 連載作家賞 - 望月帝「苦原善の除霊なる日常」
- 優秀賞 - うづはる「タイーム」
- 優秀賞 - 夘野秀明「吸われてぇ～」
- 奨励賞 - みえかくれひぶ「遠い街から」

### 11期生[12]
- 柳本光晴賞 - ねこねこむ「駄菓子屋のおばあちゃん」
- 奨励賞 - うづはる「エア・メール」
- 奨励賞 - 西野杏「嘘つきクリスマス」

### 12期生[13]
- 大賞 - 根本拓実「リヴィエル」
- 小山ゆう賞 - 徳田優「市ヶ谷高校銅像部」
- 優秀賞 - 山田一迅「ホームで」
- 優秀賞 - 姫野ユウマ「どこにでもある約束」
- 優秀賞 - 佐野干潮「ある7月24日」
- 奨励賞 - 原田雄介「ごんべえ」
- 奨励賞 - 今橋元「存在感クラブ」
- 奨励賞 - 玄黄武「命の洗濯」